# Viegu
Viegu ist eines von neun Parroquias in der Gemeinde Ponga der autonomen Region Asturien in Spanien.
 Die 78 Einwohner (2011) leben in 2 Dörfern nahe dem Naturpark Ponga auf einer Fläche von 40,01 km² am Rio Ponga. San Juan de Beleño, der Verwaltungssitz der Gemeinde liegt 9 km entfernt. Die Viehwirtschaft ist seit alters her der Haupterwerbszweig der Region.

## Sehenswürdigkeiten
- Naturpark Ponga
- Kirche Santa María in Viegu aus dem 17. Jahrhundert

## Dörfer und Weiler im Parroquia
- Viegu – 65 Einwohner 2011  43° 11′ 56″ N, 5° 7′ 30″ W
- Vibuli – 13 Einwohner 2011